# Guinéenews
 (janvier 2025).
Si vous disposez d'ouvrages ou d'articles de référence ou si vous connaissez des sites web de qualité traitant du thème abordé ici, merci de compléter l'article en donnant les références utiles à sa vérifiabilité et en les liant à la section « Notes et références ».
Guinéenews est un site internet exclusivement destiné à la diffusion d'actualités sur la République de Guinée.

## Historique
Guinéenews est une source principale d'informations sur l'actualité en Guinée selon Jeune Afrique.
Guinéenews, créé en 1997 par Boubacar Caba Bah et d'abord appelé boubah.com, est basé à Conakry avec un personnel de soutien technique et opérationnel au Canada. Guinéenews rend compte de « l’actualité guinéenne partout dans le monde, au Japon, au Canada, à New York et à Paris ». Son objectif initial était d'informer les Guinéens de la diaspora. 
En 2010, selon Afrik.com, Guinéenews acquiert une « renommée internationale ».
L’essentiel des information sur le site porte sur la politique ; viennent ensuite l’économie, la culture et le sport. 
En octobre 2017, Guineenews.org a célébré ses 20 ans d'activité avec plusieurs événements à Conakry, dont un gala dans un hôtel local et une projection de documentaires,.